# Kincstárnok (ókori Egyiptom)
A kincstárnok (egyiptomi nyelven ỉmỉ-r-ḫtm.t, szó szerint „a pecsét elöljárója” vagy „a lepecsételt dolgok elöljárója”, időnként kancellárként is fordítják) ókori egyiptomi hivatalnoki cím volt. Már az óbirodalom idején előfordul, amikor magánbirtokok igazgatásával kapcsolatban említik személyek címeként. A középbirodalom idején az egyik legfontosabb címmé vált a királyi udvarban. Az újbirodalmi XVIII. dinasztia uralkodásának végére elveszítette jelentőségét, bár a fontos szerepet betöltő Bay még viselte a címet. Az Újbirodalom korának későbbi szakaszában szerepét „a kincstár elöljárója” (ỉmỉ-r pr ḥḏ) cím vette át.
A kincstárnok felelt a királyi palotába érkező javakért; az uralkodó fő gazdasági tisztségviselője volt.

## A cím viselői
| - Bebi, II. Montuhotep alatt; később vezír - Heti, II. Montuhotep alatt - Meketré, II. Montuhotep alatt és utána - Ipi, I. Amenemhat alatt - Rehuerdzserszen, I. Amenemhat alatt - Szobekhotep, I. Szenuszert alatt, a 22. évben említik - Montuhotep, I. Szenuszert alatt - Merikau, II. Amenemhat alatt - Sziésze, II. Amenemhat alatt; később vezír - Szenanh, III. Szenuszert alatt - Szobekemhat, III. Szenuszert alatt - Ihernofret, III. Szenuszert alatt - Szenuszert-anh, III. Amenemhat alatt - Szenebszumai, III. Szobekhotep és I. Noferhotep alatt - Szenebi, I. Noferhotep és IV. Szobekhotep alatt - Amenhotep, a XIII. dinasztia idején | - Noferperet, I. Jahmesz alatt - Jahmesz Pennehbet, I. Jahmesz korától Hatsepszutig - Neheszi, Hatsepszut alatt - Tai, Hatsepszut alatt - Szennoferi, III. Thotmesz alatt - Min, III. Thotmesz alatt - Szobekhotep, IV. Thotmesz alatt - Meriré, III. Amenhotep alatt - Ptahmosze, III. Amenhotep 30. éve után - Bay, II. Széthi és Sziptah alatt - Udzsahórresznet, II. Kambüszész és I. Dareiosz alatt |

## Fordítás
- Ez a szócikk részben vagy egészben  a   Treasurer (Ancient Egypt) című angol Wikipédia-szócikk ezen változatának fordításán alapul.  Az eredeti cikk szerkesztőit annak laptörténete sorolja fel. Ez a jelzés csupán a megfogalmazás eredetét és a szerzői jogokat jelzi, nem szolgál a cikkben szereplő információk forrásmegjelöléseként.